# Magdalena Neuner
Magdalena Neuner (Garmisch-Partenkirchen, 1987. február 9. –) német biatlonos. A nők közül ő volt a második legeredményesebb a világbajnokságokon (M. O. Røiseland után)valamint kétszeres olimpiai aranyérmes. 21 évesen ő lett minden idők legfiatalabb összetett világkupa-győztese a Nemzetközi Biatlon Unió (IBU) történetében. Lena 34 világkupa sikerrel büszkélkedhet, és ő a második legjobb minden idők legtöbb Vk-versenyét nyertek között. Az összetett világkupát háromszor nyerte meg (2007-2008, 2009-2010 és 2011-2012.). 2012. márciusában vonult vissza.
9 éves korában ismerkedett meg a biatlonsporttal és 2004 és 2006 között nyert öt Junior Világbajnoki címet. 2006-ban debütált először a biatlon világkupában és 2007. Januárjában nyerte meg az első Vk-sikerét. Egy hónappal később 3 aranyérmet szerzett az első biatlon világbajnokságán. A 2007-2008-as szezonban Neuner megnyerte az összetett világkupát, és újra 3 címet nyert a 2008-as világbajnokságon. A 2008-2009-es idény kicsit sikertelenebb volt a számára, de 2010-ben ott lehetett az első téli olimpiáján. Győzött is két számban, az üldözéses és a tömegrajtos számokban ünnepelhetett aranyérmet, míg a sprintversenyben ezüstérmet gyűjtött be. 2009-2010-ben újra világkupa győztes lett. A 2011-es világbajnokságon 3 aranymedáliát nyert. Végül az utolsó téli szezonjában a VK-ban újra világkupa győztes lett, immár harmadszor, míg a 2012-es világbajnokságon 2 címet is szerzett magának és Németországnak.
7 világkupa szezonja alatt Neuner 34 világkupa-sikert és 63 dobogós helyezést tudott felmutatni. Ő tagja  volt a Német Válogatottnak is a világkupákon, és nyert 10 üldözéses versenyt és 3 vegyesváltót. 6 világbajnokságon is rész vett, amelyeken 17 érmet szerzett: 12 aranyérmet, 5 ezüstérmet és 1 bronzérmet. Továbbá Lena nyert 7 junior világbajnoki címet is. Őt tartották a leggyorsabb nő sífutónak is a női biatlonmezőnyben! De neki is adódtak nehézségei a sportban, évekig az állólővészete hagyott kívánni valót a teljesítményében, és emiatt nem szerepelt mindig eredményesen...
Magdalena Neuner egy bajor kis faluban él (Wallgau), ami szülőföldje is egyben. 16 évesen csatlakozott a Német Vámhatósághoz, hogy tagja lehessen a kormány által finanszírozott Sícsapatnak. Miután nyert 3 aranyérmet a 2007-es biatlon világbajnokságon, Neuner lett hazájában az egyik legnépszerűbb női sportoló! Őt választották meg háromszor is az év sportolónőjének Németországban (2007-ben, 2011-ben és 2012-ben).

## Korai évek
A német síparadicsomban, Garmisch-Partenkirchenben született, második gyerek volt a négygyermekes családban. Szülei: Az apja (Paul Neuner) banki hivatalnok és az anyja Margit. Az idősebb bátyja Paul, és a két fiatalabb testvére az öccse Christoph és a húga Anna. Anna szintén a biatlonsporttal kacérkodott, tagja volt a Bajor Síszövetség Válogatottjának.
Lena egy kis Bajor faluban nőtt fel, a település neve Wallgau. Körülbelül 15 kilométerre fekszik Garmisch-Partenkirchentől. Négyéves korában már megismerkedett az alpesi-síeléssel és később több másik téli sporttal az SC Wallgau klub keretében. 16 éves korában befejezte a középiskolát (Realschule) Garmisch-Partenkirchenben és elhatározta, hogy versenyszerűen fog biatlonozni. A szülei először nem támogatták az ambícióit, de aztán mégis profi biatlonos lett belőle. 

## A kezdetek és a világkupa-debütálás
Magdalena 9 éves korában kezdett el biatlonozni. 29 versenyt nyert a biatlon Diák Kupában a Német Síszövetség rendezésében (DSV). 1999 és 2002 között a korosztályában megnyerte az összetett versengést. Az iskola befejezése után csatlakozott a Német Vámhivatalhoz, ahol 2002 augusztusától tagja lett a Vámhivatal Sícsapatának. Ő hivatalosan is birtokolta a rangot Erste Zollhauptwachtmeisterin (első vezető vámos), bár teljes munkaidőben profi sportoló volt, nem voltak vámjogi kötelezettségei. Egyik csapattársa az alpesi sí világbajnok Maria Höfl-Riesch volt.
2003 decemberében Neuner megnyerte a Német Kupát 17 évesen, amivel bekerült a 2003-2004-es szezonra az Európa Kupába a juniorok kategóriájában. Négy győzelem után, 2004-ben bemutatkozhatott a Junior Világbajnokságon Franciaországban, ahol megnyerte a sprintet és a váltót, míg ezüstérmet szerzett az üldözéses versenyben. Egy évvel később 2005-ben a Junior Világbajnokságon Finnországban két ezüstérmet szerzett (üldözéses és váltó) és megnyerte a sprintet. A sikeres junior évek után 18 évesen óriási tehetségnek tartották őt Németországban! Még mielőtt bármi eredménye is lett volna felnőtt szinten, ő aláírt egy szponzori szerződést. 
A 2005-2006-os szezonban Lena először szerepelt a Biatlon Világkupában. A Német Szövetségi Kapitány Uwe Müßiggang már két évvel hamarabb beválogatta volna a válogatottba, de a szülei és az edzői (Bernhard Kröll és Herbert Mayer) még vonakodtak eleget tenni a hívásnak. 2006 január 13-án Magdalena Neuner a németországi Ruhpoldingban debütált a Világkupában egy sprintversenyen, ahol a németek sztárját, Uschi Disl-t helyettesítette, mert Uschi megsérült. Az első megmérettetése nem volt olyan sikeres Lenának, csak a 41. helyen végzett az első Vk-versenyén, de utána még kilenc Világkupa versenyen elindult. 
Neuner visszatért még 2006-ban a Juniorok közé is, ahol az Amerikai Egyesült Államokban rendezték a Vb-t. Újra nyert két címet (üldözéses és váltó) és a sprintversenyben második lett. Viszont a 2006-os Téli Olimpián még nem vett részt a Német Csapattal. Majd a Világkupában a finnországi Kontiolahtiban 2006 márciusában megszerezte az első Top 10-es helyezését. Negyedik lett a sprintben és kilencedik a tömegrajtos versenyen.

## Útban a sztárság felé

### A 2006−07-es szezon
A múlt szezonban 10 Vk-versenyen is rész vett Neuner, ennek köszönhetően a 2006−2007-es idényre bekerült a Német Válogatottba. Ő lett az egyik legjobb igazolt sífutó a biatlonsportban, és 19 évesen remek időket futott. 2007 január 5-én Lena megnyerte az első Világkupa versenyét egy sprintversenyen Oberhofban (Németország). A győzelme miatt 19 ezer ünneplő ember tombolt a lelátókon, és rögtön nagyobb média szereplés várt rá a siker hatására. Két nappal később az üldözéses versenyen a harmadik helyen végzett, mivel 6 lövőhibája volt. De ez is hatalmas teljesítmény volt tőle. 
Magdalena 2007-ben is részt vett volna a Junior Világbajnokságon. Azonban, az első Vk-sikerét követően a Német Síszövetség inkább a szenior Vb-t jelölte ki a számára, amelyet  Antholzban (Olaszország) rendeztek meg. 2007 február 3-án aranyérmet nyert sprintben, legyőzve a svéd Anna Carin Olofssont 2,3 másodperccel. Ez volt a legelső felnőtt Vb-je és a második győzelme a szeniorok között.  Egy nappal később az üldözéses versenyt is megnyerte, méghozzá 4 lövőhibával. A 14. helyre volt jó a tömegrajtoson, majd a váltóban a Martina Beck, Andrea Henkel és Kati Wilhelm nagy német hármassal egy csapatban 2007 február 11-én győztek. 3 címmel ő lett a bajnokság legsikeresebb sportolója és a legfiatalabb triplázó Világbajnok.
A szezon végén folytatta sikersorozatát, 4 Vk-sikert is aratott. 2007 márciusában az üldözéses és a tömegrajtos versenyen is győzedelmeskedett a holmenkolleni Vk eseményen Oslóban (Norvégia) és utána megnyerte a sprint és az üldözéses számokat a Vk-fináléban Khanty-Mansiyskban (Oroszország). Ezzel már 7 Világkupa siker állt a neve mellett. Az első teljes Világkupa szezonjában 4. lett az összetett versengésben és második lett az üldözéses kategóriában. 3 hónap alatt a névtelenségből Magdalena Neuner lett Németország egyik legnépszerűbb női sportolója. 2007 végén 1,3 millió Eurót keresett a szponzori szerződésekből!

### A 2007–08-as szezon
Egy nő, aki felfelé tartja a síléceit a kamera felé és a piros síbotjait mindkét kezében a levegőbe emeli. Fekete melegítőt, piros sapkát és sárga 7-es rajtszámot visel. Magdalena Neuner volt az összetett Világkupa vezetője 2008 márciusában, és ilyen képpel lehetett leírni a sikerét. De nézzük, hogy hogyan jutott el idáig ebben a szezonban!
A 2007−2008-as szezon első két Vk-versenyén még dobogó nélkül maradt. Viszont 2007 decemberében a szlovéniai Pokljukában a Német Váltóval diadalmaskodtak. Majd 2008 januárjában elérte 8. Vk-győzelmét az oberhofi tömegrajtos versenyen. Egy picivel később újra váltóversenyt nyertek a német lányok Ruhpoldingban. A 21. Születésnapja előtt Neuner elhatározta, hogy újra versenyzezni fog a Junior Világbajnokságon, amelyet a németországi Ruhpolding rendezett 2008 januárjában. Ez volt az utolsó alkalom, hogy részt vehetett a Juniorok közötti versengésben. Hatalmas volt benne a bizonyítási vágy hazai pályán, és ennek megfelelően aranyérmet nyert a sprint és az üldözéses számokban, de az egyéni indításos versenytől visszalépett, hogy a német csapattársaival jobban tudjon készülni a szenior Vb-re.
Azt a Világbajnokságot 2008-ban Svédországban (Östersund) rendezték. Lena megpróbálta az elvárt igényeket lecsökkenteni, mert a tavalyi VB különösen jól sikerült a számára, így a német média nagy terhet rakott rá. Szerinte a tavalyi teljesítményét nem lehet megismételni...! Nem is tudta megvédeni sem a sprintben (17.) és sem az üldözéses (6.) versenyben a címét, köszönhetően a sok lövőhibájának. 2008 február 12-én viszont győztek a vegyesváltóval. A váltó tagjai voltak rajta kívül: Sabrina Buchholz, Andreas Birnbacher ls Michael Greis. Ezzel megszerezte az első fényes medáliáját ezen a Világbajnokságon is. 4 nappal később a második címét is begyűjtötte a tömegrajtos versenyben legyőzve a norvégok legjobbját Tora Bergert mindössze 3 másodperccel. Ugyan 4 lövőhibája volt, és a verseny végén Bergerrel fej-fej mellett haladtak, de a végén Magdalena mindent beleadott, és az egyik legnagyobb győzelmét aratta, mivel a végét jobban bírta a norvég riválisánál. Majd a Német Női Váltó tagjaként is aranyéremnek örülhetett 2008 február 17-én (A csapat tagjai: Magdalena Neuner, Martina Beck, Andrea Henkel és Kati Wilhelm voltak). Így újra sikeres Világbajnokságot zárt, újabb három fényes aranyéremmel, ezzel a legfiatalabb hatszoros Vb győztes lett és a német biatlonsport új ünnepelt sztárja vált belőle.
A következő Világkupa versenyeken nyert a sprintben a dél-koreai Pyeongchangban, és Khanty-Mansiyskban megnyerte a 10. és a 11. Vk-győzelmét. A második helyen állt az összetettben az utolsó versenyek előtt. A 2007−2008-as tömegrajtos szakági összetettet ő nyerte meg ebben az évben. Majd az oslói utolsó megméretés után a sprintversenyek szakági összetettje is az övé lett, és az összetettben vezetőnek járó sárga trikó is rákerült, először a karrierje során. A legutolsó tömegrajtos Vk-versenyen ugyan csak 9. lett, de ez is elég volt ahhoz, hogy a 2007−2008-as idényben ő legyen a Biatlon női összetett Világkupagyőztese. Ezzel ő lett a legfiatalabb ilyen győztes az IBU (International Biathlon Union) 1993-as megalakítása óta.

### A 2008−09-es szezon
Lena felkészülését több betegség is hátráltatta a 2008−2009-es szezonban. Nyáron például bélgombával küzdött, amely arra kényszerítette őt, hogy 7 hétig nem tudott készülni az új idényre... Ennek hatására kisebb elvárást fogalmazott meg vele szemben a sajtó. 2008 októberében influenzás lett, majd novemberben bakteriális fertőzés miatt esett ki két hét a felkészüléséből. Ezért a sífutó sísebessége jelentősen csökkent a szezon startjára. Az első négy Világkupa versenyen két egyéni dobogót ért el, és ezt csak a jó lövészetének köszönhette, a sífutás nem ment neki annyira.
A karácsonyi szünetet követően a sísebessége javuló tendenciát mutatott. A 2009 januári ruhpoldingi versenyen Magdalena Neuner győzött a Német Női Váltóval. Majd legyőzte a csapattársát Kati Wilhelmet 0.2 másodperccel a sprintversenyben és utána győzött a következő üldözéses versenyben is, ezzel megszerezte a 12. és 13. Világkupa sikerét is. A folytatásban Neuner lemaradt a pódiumról Antholzban. Ugyan ő vezette a tömegrajtos versenyt 53.6 másodperccel, de az utolsó lövészetben nem lőtte le mind az öt korongot, és a végén csak hatodik lett. Később ezt a pillanatot úgy írta le, hogy ez döntő esemény volt a karrierjében, és azt nyilatkozta, hogy: "Teljes a világ vége!".
Lenának a 2009-es pyeongchangi világbajnokság sem úgy sikerült, ahogy várta volna magától. Meg kellett küzdenie a hideggel és a lövőhibákkal. Nyolcadik helyezett lett a sprintben, ahol elesett egy lejtőn... Tizenegyedik lett az üldözéses versenyben. De sajnos tovább sújtotta a sors, megfázás miatt ki kellett hagynia az egyéni számot és a vegyesváltót. 2009 február 21-én Lena végre ezüstérmet nyert a Német Női Váltóval Martina Beck, Andrea Henkel és Kati Wilhelm társaságában. Végül a tömegrajtos futamban hetedik lett.
Az olimpiai próbaversenyen 2009 márciusában Vancouverben (Kanada), annak ellenére, hogy nem nyert egyéni érmet a Világbajnokságon ő megnyerte a váltóversenyt Németországnak és második lett a sprintversenyben 0.7 másodperccel a svéd Helena Ekholm mögött. A szezon fináléban az oroszországi Khanty-Mansiyskban Neuner megnyerte az üldözéses versenyt – ez már a 14. Világkupa sikere volt. Végül a negyedik helyen végzett az Összetett Világkupa pontversenyében, amely eredmény neki és a média munkatársainak is csalódást keltő volt.
Később kiderült, hogy az emberek és a média hatalmas elvárásainak nem tudott megfelelni ebben a szezonban és ez nagyon kikészítette lelkileg. Ezért el kezdett doilgozni egy pszichológussal, hogy könnyebben dolgozza fel a sikereket és a médiával szemben is lazábban viselkedjen. Ezért a nyár folyamán kicsit elbújt a sajtó munkatársai elől, hogy a következő szezonja sokkal sikeresebb legyen.

### A 2009–10-es szezon
Magdalena Neuner a nyári biatlon világbajnoksággal kezdte a szezont 2009 szeptemberében, amelynek Oberhof volt a helyszíne. Vonakodva egyezett bele, hogy elinduljon ezen a megmérettetésen, de hazai verseny volt, így versenyeznie kellett rajta. Ennek ellenére odatette magát, végül 3 aranyérmet szállított a németeknek (sprint, üldözéses és vegyesváltó). Nem sokkal később elkezdődött a téli idény is, de az első Világkupa versenyt megfázás miatt kihagyta. A következő sporteseményeken viszont már elindult Hochfilzenben, de a megfázása még kihatással volt a teljesítményére... A Top 20-as helyek egyikére sikerült bejönnie. Az első dobogóját a szlovéniai Pokljukában szerezte meg, harmadik helyezett lett a sprintversenyben és második az üldözéses futamban. Ezzel bekerült a Német Olimpiai Csapatba!
Lena sokszínű sportruházatban kettes rajtszámmal indult az olimpián, és minden mozdulatát követték a szurkolók és a média képviselői. De az olimpia előtt még volt pár verseny és 2010 januárjában Oberhofban megsérült a háta bemelegítés közben, és attól a versenytől visszalépett. Majd Ruhpoldingban tért vissza, ahol harmadik lett a sprintben és a tömegrajtos versenyen is. Az első váltóversenyén megingatta a Német Csapatot két lövőhibájával, és így csak a negyedik helyen végeztek a német lányok. Néhány top biatlonversenyző kihagyta az antholzi Vk-versenyt, mert már a nyakunkon volt a 2010-es Téli Olimpia. Magdalena Neuner két versenyt is nyert, az egyéni inditásos futammal kezdte, majd a sprintversenyt is megnyerte. Ezzel már 16 Vk-sikere volt. Majd második lett az üldözéses versenyben, és így már hét egymást követő versenyen volt dobogós.
Neuner élete első Téli Olimpiájára készült Vancouverben, és azzal a céllal ment ki Kanadába, hogy aranyérmet fog nyerni. 2010 február 13-án a sprintversennyel nyitották meg a nők biatlon küzdelmeit, ahol Lena esős körülményekkel találkozott a Whistler Olimpiai Parkban. Egy lövőhibája volt, és ezzel ezüstérmes lett az 1.5 másodperccel gyorsabb szlovák Anastasiya Kuzmina mögött. Szokatlanul vesztett 5 másodpercet a szlovák lány mögött sífutásban, akitől nem vártak ekkora sikert. Ez a gyengébb sífutása Magdalena Neunernek spekulációra késztette a Német Média képviselőit...3 nappal később az üldözéses versenyben végre aranyérmet nyert a német klasszis. Annak ellenére, hogy két korongot sem sikerült leszednie a lövészetben, de így is megtartotta első helyét 12.3 másodperccel a sprintverseny győztese Kuzmina előtt. Utána Magdalénának meg kellett elégednie a tizedik hellyel az egyéni inditásos számban. A 3 lövőhiba soknak bizonyult, és bevallotta, hogy koncentrációs problémai voltak az első aranyérme megnyerése után. 2010 február 21-én Lena megnyerte a második aranyérmét is a női tömegrajtos versenyben. Megint hibázott ugyan lövőszetben (2 hiba), de így is 29 másodpercet vert rá a második orosz Olga Zaitsevára. A győzelem után Magdalena bejelentette, hogy nem akar részt venni a Német Váltó versenyében, fáradtságra hivatkozva lemondta a szereplést, de sok sikert kívánt a honfitársainak. Szerinte így nagyobb esélyük lesz a fényesebb sikerre. Ezzel Martina Beck került be a helyére a váltóversenyre, aki már az utolsó olimpiáján indult. Neuner volt a legsikeresebb sportoló Vancouverben, így ő vihette a német zászlót az Olimpia záróünnepségén. 
A sikeres olimpiát követően Magdalena Neuner jó formában zárta le a szezont. Minden versenyen a Top10-ben volt. A finnországi Kontiolahtiban megrendezett üldözéses versenyen a második, majd az Oslóban lévő tömegrajtos futamon a harmadik lett. Ezzel növelte az előnyét az Összetett Világkupában. A 19. Világkupa győzelmével zárta le a számára nagyon sikeres idényt, Khanty-Mansiyskban megnyerte a tömegrajtos versenyt. Így ő lett a Világkupa győztese is, és az első német nő, aki ezt kétszer hajtotta végre. Győzedelmeskedett még az üldözéses és tömegrajtos Világkupában is. Végül a Vegyesváltó Világbajnokságon aranyérmet nyert a következő német biatlonosokkal: Simone Hauswald, Simon Schempp és Arnd Peiffer. Ez volt a hetedik Világbajnoki címe.

### A 2010–11-es szezon
A nyár alatt motivációs gondjai akadtak Magdalena Neunernek az elkövetkező szezon előtt, mert ő már 23 évesen mindent megnyert a biatlonsportban. Azonban ő megfogadta, hogy a 2012-es hazai rendezésű ruhpoldingi világbajnokságig kitart karrierje folytatása mellett. 2010 decemberében újra megfázással küzdött, így kihagyta az első östersundi világkupa versenyt egymást követően már a második évben. A 2010/2011-es szezont Hochfilzenben kezdte el, két hetedik helyet szerzett magának, de a német női váltóval győzött is. Pokljukában a Világkupa 3. állomásán megnyerte a sprintversenyt a két lövőhibája ellenére is, és megszerezte a 20. Vk-sikerét.
2011 januárjában folytatódott számára a Világkupa versengése. Oberhofban és Ruhpoldingban a sprintversenyben dobogón végzett, először második majd utána harmadik lett. Oberhofban a váltóversenyben Neunerrel a csapatban a német lányok csak a hatodik helyen futottak be, ez 2005 óta a legrosszabb szereplésük és eredményük volt. Majd Ruhpoldingban az utóbbi 13 hónap legrosszabb helyezését érte el Magdalena Neuner, csak a 16. lett az egyéni indításos versenyben, ezzel megszakította a 24 Top10-es eredményét (15 dobogó és 6 győzelem). Az antholzi Világkupa versenyen Lena ismét betegséggel küzdött. Csak a tömegrajtos futamon indult el, és ott végül a hatodik helyre jött be.
Februárban az Egyesült Államokban egy újabb Világkupa állomáson Magdalena újra jó egészségnek örvendett, és ez meg is mutatkozott az eredményekben is. A legrosszabb helyezése egy hatodik hely volt. Presque Isle-ban (Maine állam) Lena megnyerte a vegyesváltót a Német Csapattal. Egy héttel később Fort Kentben (Maine állam) három versenyt is a dobogón fejezett be. Harmadik lett a sprintben, második az üldözéses számban és a 21. Vk-címét nyerte meg a tömegrajtos versenyben – ez volt a Világbajnokság előtti utolsó megmérettetése. 
A 2011-es Világbajnokságnak az oroszországi Khanty-Mansiysk adott otthont. Magdalena Neuner ezen az eseményen három aranyérmet és két ezüstérmet szerzett a hazájának. A nyitószámban a vegyesváltóban Andrea Henkel, Arnd Peiffer és Michael Greis társaságában a második helyen értek célba. 2011 március 5-én Neuner megnyerte a sprintversenyt hibátlan lövőteljesítménnyel. Majd a második helyen végzett az üldözéses versenyben és ötödik lett az egyéni indításos számban. 2011 március 12-én Lena a tömegrajtos versenyben megnyerte második Vb-címét is a 4 lövőhiba ellenére is. A következő napon újabb aranynak örülhetett csapattársaival, ugyanis a német nők nyerték meg a váltóversenyt, az Andrea Henkel, Miriam Gössner, Tina Bachmann és Magdalena Neuner összeállításban. Az utolsó váltás előtt Neuner még 67.5 másodperces hátrányban volt a vezetővel szemben, és innen hozta vissza az élre a német csajokat. 5 érmével ő lett a legsikeresebb női sportoló a Biatlon Világbajnokság történelmében. 
A szezon vége Oslóba viszont csalódással ért véget Magdalena Neuner számára. 24. Világkupa sikere ellenére is csak az ötödik lett az Összetett Világkupában. Ez annak volt köszönhető, hogy különböző betegségek miatt kihagyott 5 Világkupa versenyt. Ezzel viszont pontszámban nem tudott versenyezni a többiekkel, akik így előnybe kerültek. De mégis nagyon eredményes idényt tudhatott maga mögött a német sportoló, és a következő év következett, amikorra a pályafutásának a befejezését ígérte. Mindenki nagy várakozzással várta a sorra kerülő téli szezont.

### A 2011–12-es szezon
A 2011−12-es idény előtt már Magdalena elhintette azt az információt, hogy ez lesz az utolsó szezonja! Östersundban kezdte a téli szezont, és ez volt a legjobb startja a karrierje történetében. 0.2 másodperccel győzte le a norvég Tora Bergert a sprintversenyben és ezzel megszerezte a 25. Vk-sikerét. Majd harmadik lett az egyéni és az üldözéses számokban, ezzel felvette az összetettben vezetőnek járó sárga trikót. 2011 december 6-án a hivatalos honlapján Lena bejelentette, hogy az év végén visszavonul a biatlonsporttól. Az indoklásában az állt, hogy már mindent megnyert a sportban, és ezért nincs mi motiválja őt, emellett a privát életére is több időt szeretne fordítani a későbbiekben. Utána Neuner Hochfilzenben tartotta a jó formáját és sprintben megnyerte a 26. Világkupa sikerét.
A Karácsony után Neuner mindkét egyéni oberhofi versenyen győzött – ez volt a karrierje 27. és 28. Világkupa győzelme. A Német Női Váltóban Lena 4 lövőhibát ejtett az utolsó lövészetében, ezzel nem a német lányok nyertek. Magdalena Neuner Nove Mestóban a legnagyobb balszerencséjét szenvedte el, amikor rossz célpontra tüzelt. Így lett elsőből hetedik. De egy héttel később Antholzban a sprintversenyben győzött. Februárban dupla győzelmet aratott az oslói sprintben és az üldözéses versenyben, de megfázott egy kicsit, így a tömegrajtos versenyen már nem indult el. Az utolsó Világkupa eseményen a Világbajnokság előtt, amit a finnországi Kontiolahtiban rendeztek, a hatodik lett a sprintben és így növelte előnyét a fehérorosz Darya Domracheva előtt.
A 2012-es Világbajnokságot a németországi Ruhpoldingban rendezték, ahol rögtön az első számban Magdalena Neuner a vegyesváltóban szerzett egy bronzérmet a következő csapattársakkal: Andrea Henkel, Andreas Birnbacher és Arnd Peiffer. 2012 március 3-án megszerezte Neuner a tizenegyedik világbajnoki címét, méghozzá a sprintversenyt nyerte meg hibátlan lövészettel. Egy nappal később második lett az üldözéses számban, most Domracheva jobb volt nála a lövészetben. A második hetében a VB-n az egyéni inditásos számban nagyon rosszul tüzelt a korongokra Magdalena, és ezzel csak a 23. lett. Ez volt a legrosszabb eredménye egy Világbajnokságon. Majd a Tina Bachmann, Miriam Gössner és Andrea Henkel hármassal egy csapatban 2012 március 10-én megnyerték a német lányok a váltóversenyt. De a tömegrajtost megint elszúrta a gyenge lövészete miatt, így csak 10. lett ebben a számban. A 12 világbajnoki aranyérmével a második legeredményesebb biatlon sportoló volt, nála többet csak a norvég Ole Einar Bjørndalen tudott nyerni. De mindketten a sportág halhatatlanjai lettek.
Magdalena Neuner a harmadik Összetett Világkupa sikerét ünnepelhette a szezon végén Oroszországban. A Khanty-Mansiyskban rendezett Világkupán a sprintversenyben már a 34. VK-sikerét szerezte meg. Végül tíz Világkupa győzelmet gyűjtött be a német sportoló, és ez karrierje legsikeresebb termése volt. Ő lett a második nő Magdalena Forsberg után, aki több, mint kétszer nyert Összetett Világkupát. 2012 március 18-án egy hatodik hellyel fejezte be a pályafutását ez az elbüvölő és szerethető német lány.

## Magánélet
Magdalena Neuner egy kis bajor városban él, Wallgauban. Ezt az alpesi települést csak 1 400 ember lakja. 2007-ben megvette itt a nagymamájá házát, és ez lett a saját lakása. Lena hárfa hangszeren is tud játszani és van egy saját enduro motorja. A biatlonsport mellett az uborkaszezonban hegyikerékpározott, túrázott és úszott is.
Két évig volt boldog párkapcsolatban az osztrák sítechnikus és korábbi biatlonozó Franz Perweinnel, akivel a 2006-os Junior Világbajnokságon találkozott először. 2009 őszén a következő kapcsolata a DSV vezető biatlontechnikusával volt, Björn Weisheittel 19 hónapig alkottak egy párt.
2009 decemberében megismerte egy romantikus találkozás során a leendő férjét, Josef Holzert. A pár 2014 márciusában házasodott össze és azóta van egy kislányuk, Verena Anna (2014 május 30-án született Garmisch-Partenkirchenben). 

## Eredményei

### Olimpia
| Év   | Világbajnokság | Versenyszám | Versenyszám | Versenyszám   | Versenyszám | Versenyszám | Versenyszám |
| Év   | Világbajnokság | Egyéni      | Sprint      | Üldözőverseny | Tömegrajtos | Váltó       |             |
| ---- | -------------- | ----------- | ----------- | ------------- | ----------- | ----------- | ----------- |
| 2010 | Vancouver      | 10          | 2           | 1             | 1           |             |             |

### Világbajnokság
| Év   | Világbajnokság     | Versenyszám | Versenyszám | Versenyszám   | Versenyszám | Versenyszám | Versenyszám  |
| Év   | Világbajnokság     | Egyéni      | Sprint      | Üldözőverseny | Tömegrajtos | Váltó       | Vegyes váltó |
| ---- | ------------------ | ----------- | ----------- | ------------- | ----------- | ----------- | ------------ |
| 2007 | Antholz-Anterselva |             | 1           | 1             | 14          | 1           |              |
| 2008 | Östersund          |             | 17          | 6             | 1           | 1           | 1            |
| 2009 | Phjongcshang       |             | 8           | 11            | 7           | 2           |              |
| 2010 | Hanti-Manszijszk   |             |             |               |             |             | 1            |
| 2011 | Hanti-Manszijszk   | 5           | 1           | 2             | 1           | 1           | 2            |
| 2012 | Ruhpolding         | 23          | 1           | 2             | 10          | 1           | 3            |

### Világkupa
| Idény   | Összesített eredmény Helyezés (Pontszám) | Összesített eredmény Helyezés (Pontszám) | Összesített eredmény Helyezés (Pontszám) | Összesített eredmény Helyezés (Pontszám) | Összesített eredmény Helyezés (Pontszám) |
| Idény   | Összetett                                | Egyéni                                   | Sprint                                   | Üldözőverseny                            | Tömegrajtos                              |
| ------- | ---------------------------------------- | ---------------------------------------- | ---------------------------------------- | ---------------------------------------- | ---------------------------------------- |
| 2005/06 | 34 (164)                                 | 0                                        | 33 (65)                                  | 30 (65)                                  | 30 (34)                                  |
| 2006/07 | 4 (720)                                  | 25 (34)                                  | 2 (285)                                  | 2 (283)                                  | 10 (114)                                 |
| 2007/08 | 1 (818)                                  | 20 (33)                                  | 1 (326)                                  | 5 (232)                                  | 1 (186)                                  |
| 2008/09 | 4 (891)                                  | 1 (129)                                  | 2 (358)                                  | 5 (231)                                  | 8 (146)                                  |
| 2009/10 | 1 (933)                                  | 6 (114)                                  | 2 (334)                                  | 1 (256)                                  | 1 (216)                                  |
| 2010/11 | 5 (952)                                  | 14 (99)                                  | 1 (404)                                  | 6 (221)                                  | 2 (228)                                  |
| 2011/12 | 1 (1216)                                 | 4 (114)                                  | 1 (571)                                  | 2 (372)                                  | 7 (176)                                  |

| 2006/07    | Oberhof Sprint Antholz-Anterselva Sprint (VB) Antholz-Anterselva Üldözőverseny (VB) Antholz-Anterselva Váltó (VB) Oslo Holmenkollen Tömegrajtos Oslo Holmenkollen Üldözőverseny Hanti-Manszijszk Sprint Hanti-Manszijszk Üldözőverseny           | Hochfilzen Váltó Ruhpolding Váltó                                                                                               | Oberhof Üldözőverseny Oslo Holmenkollen Sprint |
| 2007/08    | Pokljuka Váltó Oberhof Tömegrajtos Ruhpolding Váltó Östersund Tömegrajtos (VB) Östersund Váltó (VB) Östersund Vegyes váltó (VB) Phjongcshang Sprint Hanti-Manszijszk Sprint                                                                      | Hanti-Manszijszk Tömegrajtos | Pokljuka Sprint Oberhof Sprint |
| 2008/09    | Hochfilzen Váltó Ruhpolding Váltó Ruhpolding Sprint Ruhpolding Üldözőverseny Vancouver Váltó Hanti-Manszijszk Üldözőverseny | Phjongcshang Váltó (VB) Vancouver Sprint                                                                                        | Östersund Egyéni Östersund Sprint |
| 2009/10    | Antholz-Anterselva Sprint Antholz-Anterselva Egyéni Vancouver Üldözőverseny (O) Vancouver Tömegrajtos (O) Hanti-Manszijszk Tömegrajtos Hanti-Manszijszk Vegyes váltó (VB)                                                                        | Pokljuka Üldözőverseny Antholz-Anterselva Üldözőverseny Vancouver Sprint (O) Kontiolahti Vegyes váltó Kontiolahti Üldözőverseny | Pokljuka Sprint Ruhpolding Sprint Ruhpolding Tömegrajtos Oslo Holmenkollen Tömegrajtos                                                                                                |
| 2010/11    | Hochfilzen Váltó Pokljuka Sprint Presque Isle Vegyes váltó Fort Kent Tömegrajtos Hanti-Manszijszk Sprint (VB) Hanti-Manszijszk Tömegrajtos (VB) Hanti-Manszijszk Váltó (VB) Oslo Holmenkollen Sprint                                             | Oberhof Sprint Fort Kent Üldözőverseny Hanti-Manszijszk Vegyes váltó (VB) Hanti-Manszijszk Üldözőverseny (VB)                   | Ruhpolding Sprint Fort Kent Sprint |
| 2011/12    | Östersund Sprint Hochfilzen Sprint Oberhof Sprint Oberhof Tömegrajtos Antholz-Anterselva Sprint Oslo Holmenkollen Sprint Oslo Holmenkollen Üldözőverseny Kontiolahti Sprint Ruhpolding Sprint (VB) Ruhpolding Váltó (VB) Hanti-Manszijszk Sprint | Kontiolahti Üldözőverseny Ruhpolding Üldözőverseny (VB)                                                                         | Östersund Egyéni Östersund Üldözőverseny Hochfilzen Üldözőverseny Nové Město na Moravě Egyéni Nové Město na Moravě Sprint Antholz-Anterselva Tömegrajtos Ruhpolding Vegyes váltó (VB) |
| Összesítés | Egyéni: 1 Sprint: 18 Üldözőverseny: 7 Tömegrajtos: 8 Váltó: 10 Vegyes váltó: 3 ------------ Összesen: 47 | Egyéni: 0 Sprint: 3 Üldözőverseny: 7 Tömegrajtos: 1 Váltó: 3 Vegyes váltó: 2 ------------ Összesen: 16                          | Egyéni: 3 Sprint: 9 Üldözőverseny: 3 Tömegrajtos: 3 Váltó: 0 Vegyes váltó: 1 ------------ Összesen: 19                                                                                |

- O – Olimpia és egyben világkupa forduló is.
- VB – Világbajnokság és egyben világkupa forduló is.

## Díjai, elismerései
- Az év német sportolója (2011)[6]